# Центр дополнительного образования одарённых школьников

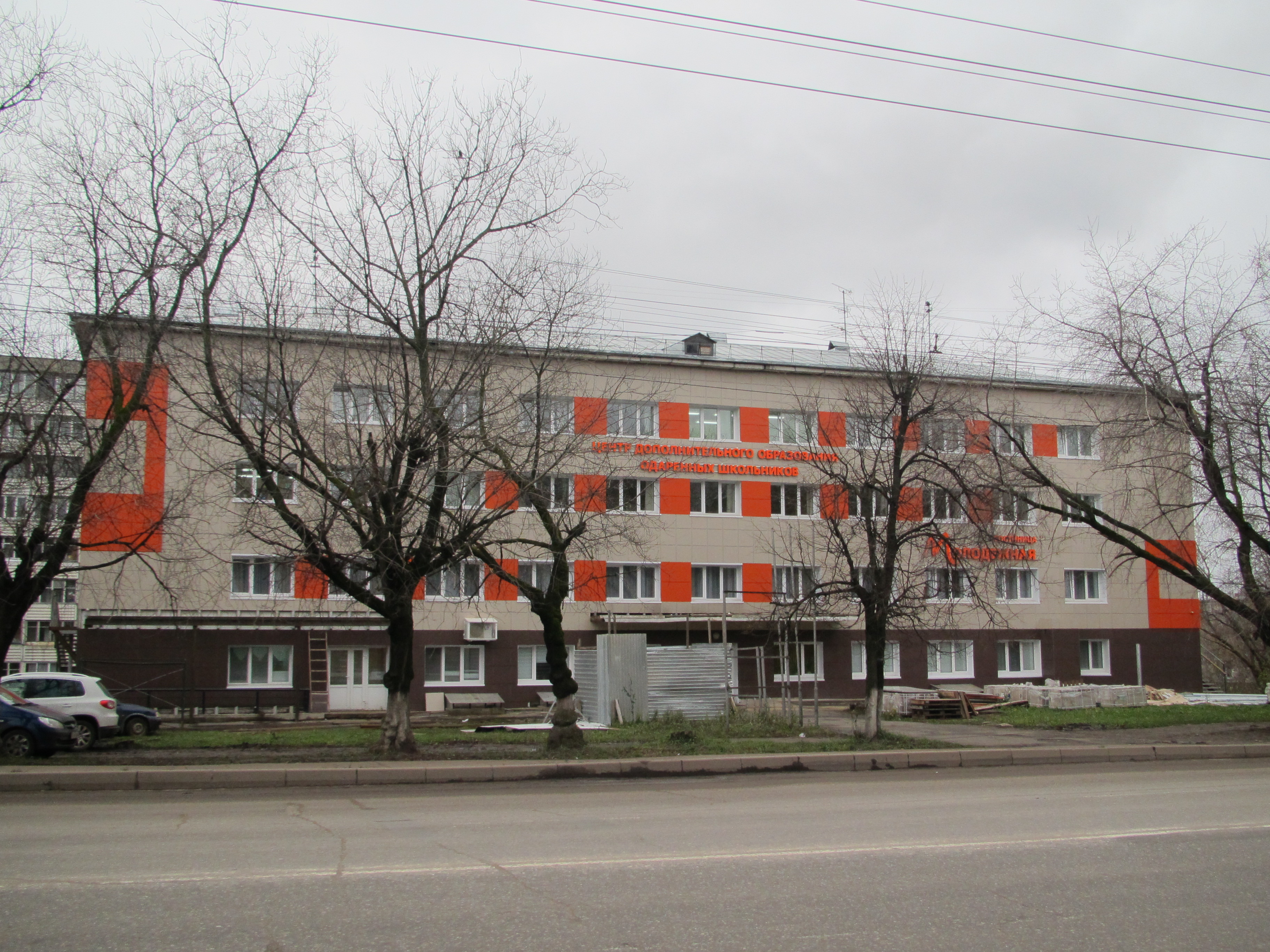
Здание ЦДООШ

КОГАОУ ДО «Центр дополнительного образования одарённых школьников» (ЦДООШ) — учреждение системы дополнительного образования детей в городе Кирове. Работа с учащимися ведётся по четырём основным направлениям:
математика, физика, химия, биология.
Центр является организатором международного конкурса русского языкознания «Русский медвежонок», всероссийских конкурсов «Турнир юных биологов», «Уральские турниры юных математиков», «Кубок памяти А. Н. Колмогорова», «Олимпиада им. Леонарда Эйлера». В Кировской области центр организует региональные и муниципальные этапы Всероссийской олимпиады школьников, международных конкурсов «Кенгуру» и «Турнир городов». Ежегодно в июле ЦДООШ проводит Летнюю многопредметную школу на базе Детского оздоровительного центра «Вишкиль».

## История
Кировский ЦДООШ был основан в начале 1990-х годов при Департаменте образования Кировской области. Автором идеи был Игорь Соломонович Рубанов, доцент Кировского пединститута (ныне, ВятГГУ). Впоследствии подобные центры открылись и в других городах России, в том числе в Иркутске, Ижевске, Костроме — под непосредственным влиянием Кировского ЦДООШ. 
В 2009 году принята областная программа «Одаренные дети», в рамках которой ЦДООШ определён как «центр экспериментальной и научной деятельности учащихся, а также олимпиадного движения в области».

## Обучение

### Заочное обучение
Заочное обучение ведётся по четырём направлениям: математическому, физическому, химическому и биологическому. Математическое отделение организовано на базе Всероссийской заочной многопредметной школы при МГУ. Отбор на отделении проводится по конкурсу, обучение доступно ученикам 7—11 классов (на химическом отделении — 9—11 классов).
Для учеников 5—7 классов предусмотрено подготовительное отделение и межрегиональная заочная школа развития.

### Предметные кружки
На базе ЦДООШ организованы предметные кружки по математике, физике, химии, биологии, программированию, истории и географии. Обучение проводится в форме решения ситуационных задач.

## Организация конкурсов
Кировский ЦДООШ является организатором международного конкурса «Русский медвежонок» и нескольких межрегиональных конкурсов для учащихся средних образовательных учреждений.
Конкурс по русскому языкознанию «Русский медвежонок» был основан в 2000 году на базе Межрегиональной заочной школы развития, прототипом послужил математический конкурс «Кенгуру». Задания даются в тестовой форме, ответы заполняются в машинночитаемые таблицы, что облегчает проверку результатов. В 2010 году в конкурсе приняли участие более 2 млн 786 тысяч участников из двух десятков стран.
Турнир юных биологов представляет командное соревнование по решению биологических задач, каждая команда состоит из 3-5 участников, учеников 8—11 классов. В отличие от других подобных соревнований, задачи в ТЮБ публикуются заранее, и команды могут использовать любые источники для их решения, включая консультации специалистов. На турнире каждая команда готовит краткий иллюстрированный доклад по задаче, в ходе «боя» другая команда оппонирует ей, третья выступает рецензентом и оценивает выступление двух первых команд. В следующем «бое» роли меняются. 1—6 ноября 2011 года в Кирове в пятый раз прошёл всероссийский (заключительный) этап ТЮБ.

## Кировская ЛМШ
Кировская Летняя многопредметная школа была основана в 1985 году Игорем Соломоновичем Рубановым. В ЛМШ совмещается отдых в летнем лагере и обучение в форме кружков, которое ведётся по четырём потокам: математическом, физическом, биологическом и химическом. Кировская ЛМШ организуется на территории базы отдыха Вишкиль под Котельничем. В 2010 году в Кировской ЛМШ обучались 400 школьников из 39 регионов России, Казахстана, Литвы и Украины.

## Руководство
- Директор: Екатерина Николаевна Перминова
- Заместитель директора: Игорь Соломонович Рубанов